# Церковь в Хусабю
Церковь Хусабю (швед. Husaby kyrka) — церковь в шведском городе Хусабю.

## Общие сведения
Церковь в Хусабю, что находится в шведском лёне Вестра-Гёталанд, в 15 километрах северо-восточнее Лидчёпинга, является первой соборной церковью средневековой Швеции (кафедральным собором).
В Хусабю в 1000 году крестился шведский конунг Олаф Шётконунг (первый шведский король, принявший христианство). Нынешний собор был возведён в 1100 году, он был построен в романском стиле на месте более старой, деревянной церкви. В XIV столетии собор был частично перестроен в готическом стиле. Между 1900 и 1902 годами в церкви вновь были проведены ремонтные работы. При этом были уничтожены настенные и потолочные фрески XV века.
Внутреннее убранство и интерьер собора относится преимущественно к XVII веку (алтарь, хоры и т. д.), однако отдельные их части являются более древнего происхождения. Так, крестильная купель имеет надпись, относящуюся к XIII столетию; в это же время были созданы отдельные статуи и епископский трон. К особенностям средневекового строительства относится т. н. «разлом прокажённых» (агиоскоп).
Вокруг собора расположены украшенные скульптурами саркофаги эпохи позднего Средневековья. Близ него находится и источник св. Зигфрида, в котором был крещён король Олаф Шётконунг.

## Галерея

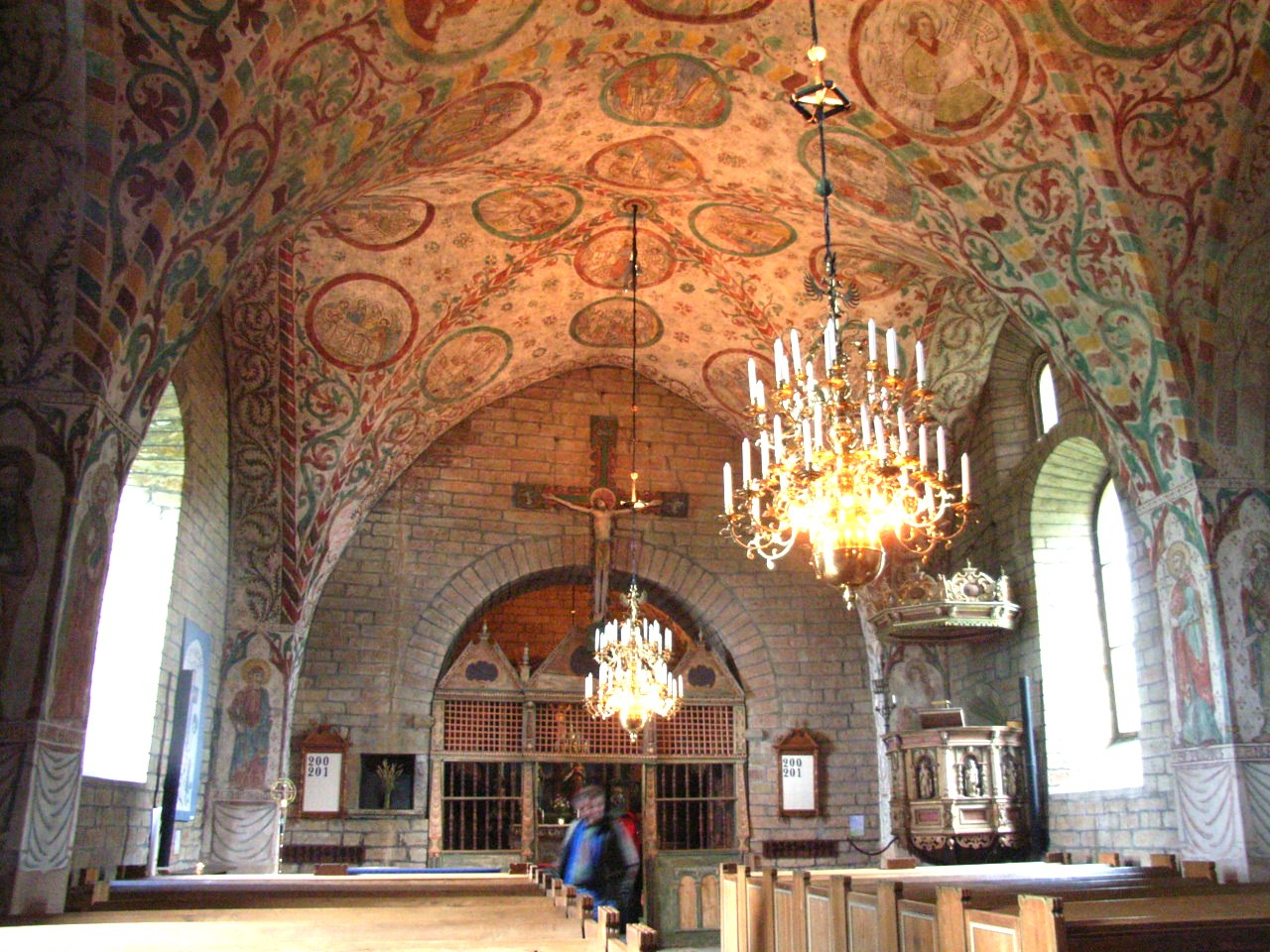
В соборе
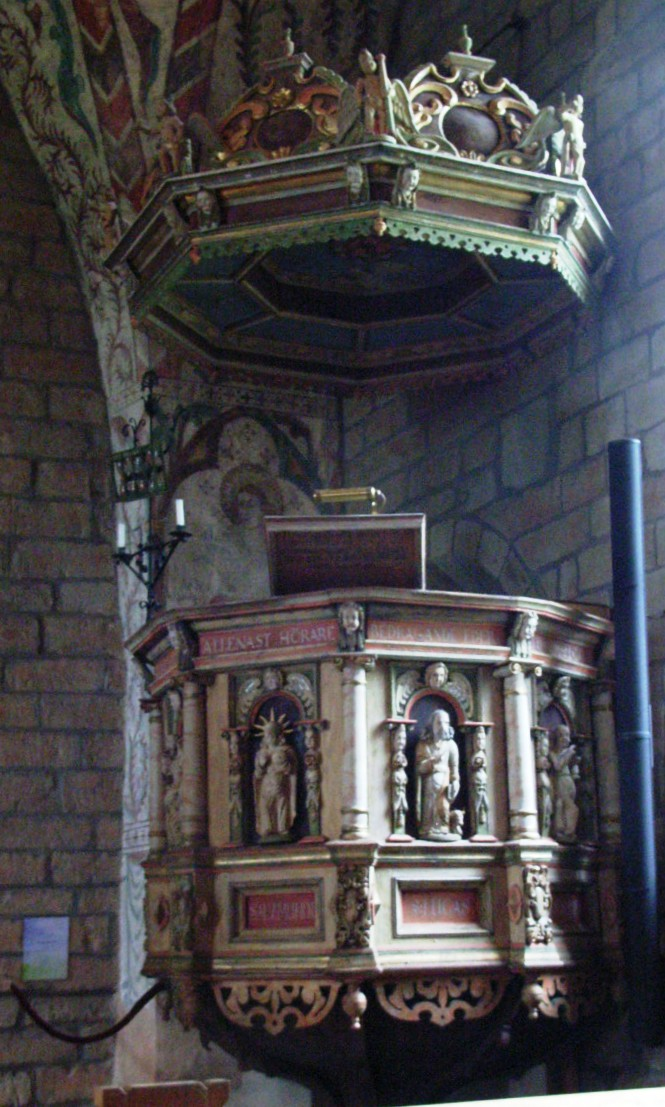
Кафедра собора
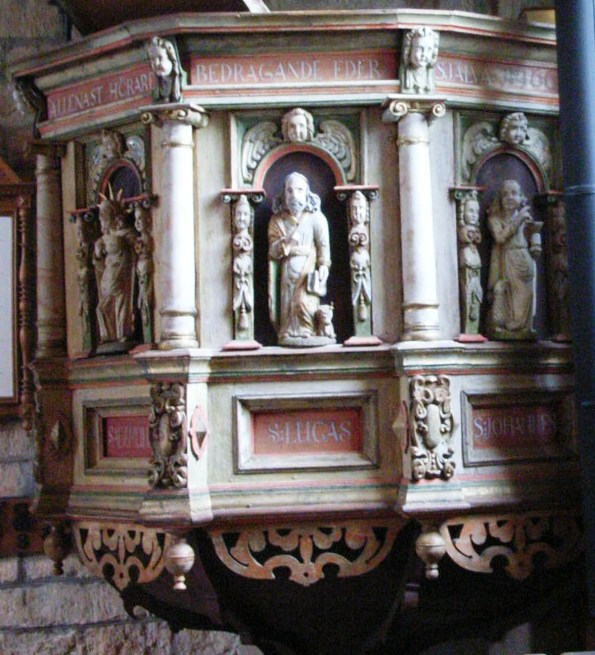
Кафедра собора
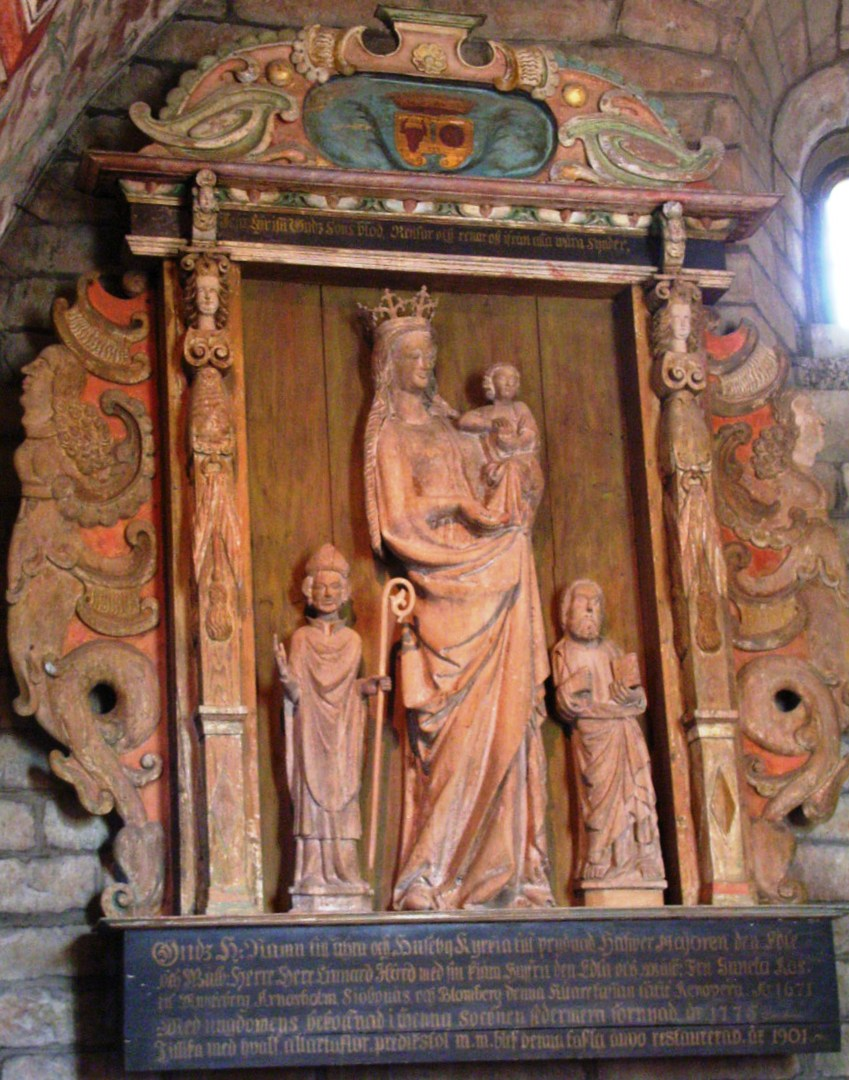
Алтарь